# Leroy Anderson
Leroy Anderson (29 de junho de 1908 – 18 de maio de 1975) foi um compositor norte-americano. Um dos mais notáveis compositores de música popular dos Estados Unidos.

## Vida
Leroy Anderson nasceu em Cambridge, Massachusetts, em 1908, de pais imigrantes suecos. Ele recebeu suas primeiras aulas de música de sua mãe, que era uma organista da igreja. Aos onze anos de idade, ele começou a estudar piano e música no New England Conservatory. Anderson frequentou a Universidade de Harvard, onde estudou com os compositores Walter Piston e George Enescu. Anderson falava inglês e sueco durante sua juventude e, eventualmente, tornou-se fluente em dinamarquês, norueguês, islandês, alemão, francês, italiano e português.
Algumas de suas composições famosas ao longo de sua carreira incluem: "Sleigh Ride", "Blue Tango", "The Typewriter", "The Syncopated Clock", "Bugler’s Holiday" e "Fiddle-Faddle".
Leroy Anderson foi posteriormente introduzido no Songwriters Hall of Fame em 1988.
Em 1975, Anderson morreu de câncer, na cidade de Woodbury, Connecticut. Ele tinha 66 anos.

## Trabalhos
Composições orquestrais
- Alma Mater (1954)
  1. Chapel Bells
  2. Freshman on Main Street
  3. Library Reading Room
  4. Class Reunion
- Arietta (1962)
- Balladette (1962)
- Belle of the Ball (1951)
- Blue Tango (1951)
- Brunoniana: Songs of Brown (1947), um medley de canções da Brown University
- Bugler's Holiday (1954)
- The Captains and the Kings (1962)
- Concerto in C Major for Piano and Orchestra (1953) (retirado pelo compositor e lançado postumamente)
- China Doll (1951)
- Clarinet Candy (1962)
- Fiddle-Faddle (1947)
- The First Day of Spring (1954)
- Forgotten Dreams (1954)
- The Girl in Satin (1953)
- The Golden Years (1962)
- Governor Bradford March (1948) (publicado postumamente)
- Harvard Sketches (1938) (mais tarde renomeado como "Alma Mater")[6]
  1. Lowell House Bells
  2. Freshman in Harvard Square
  3. Widener Reading Room
  4. Class Day Confetti Battle
- Home Stretch (1962)
- Horse and Buggy (1951)
- Jazz Legato (1938)
- Jazz Pizzicato (1938)
- Lullaby of the Drums (1970) (publicado postumamente)
- March of the Two Left Feet (1970)
- Mother's Whistler (1940) (publicado postumamente)
- The Penny Whistle Song (1951)
- The Phantom Regiment (1951)
- Pirate Dance (1962) (coro SATB opcional)
- Plink, Plank, Plunk! (1951)
- Promenade (1945)
- The Pussy Foot Ballet Music (1962)
- Pyramid Dance (1962) (coro SATB opcional)
- Sandpaper Ballet (1954)
- Saraband (1948)
- Serenata (1947)
- Sleigh Ride (1948)
- Song of the Bells (1953)
- Summer Skies (1953)
- The Syncopated Clock (1945)
- Ticonderoga March (1939) (o único trabalho de Anderson escrito para uma banda de concerto)
- A Trumpeter's Lullaby (1949)
- The Typewriter (1950)
- Waltz Around the Scale (1970)
- The Waltzing Cat (1950)

Arranjos orquestrais
- Birthday Party (1970)
- Chicken Reel (1946)
- A Christmas Festival (1950) (a versão original era às 9:00, mais tarde encurtada em 1952 para 5:45)
- Classical Jukebox (1950)
- Harvard Fantasy (1936)
- A Harvard Festival (1969)
- Irish Suite (1947 and 1949)
  1. The Irish Washerwoman (1947)
  2. The Minstrel Boy (1947)
  3. The Rakes of Mallow (1947)
  4. The Wearing of the Green (1949)
  5. The Last Rose of Summer (1947)
  6. The Girl I Left Behind Me (1949)
- Scottish Suite (1954)
  1. Bonnie Dundee (publicado postumamente)
  2. Turn Ye to Me
  3. The Bluebells of Scotland
  4. The Campbells Are Coming (publicado postumamente)
- Second Regiment Connecticut National Guard March (1973)
- Song of Jupiter (1951)
- Suite of Carols for Brass Choir (1955) (seven carols)
- Suite of Carols for String Orchestra (1955) (six carols)
- Suite of Carols for Woodwind Ensemble (1955) (six carols)
- To a Wild Rose (1970) (arranjado a partir da música de Edward MacDowell) (publicado postumamente)
- Old MacDonald Had a Farm
- Seventy-Six Trombones

Composições de teatro musical
- My Sister Eileen (1952) (the music is lost)
- Goldilocks (musical) (1958)
  1. Overture (1958)
  2. Bad Companions (1958)
  3. Come to Me (1958)
  4. Give the Little Lady (1958)
  5. Guess Who (1958)
  6. Heart of Stone (Pyramid Dance) (1958)
  7. He'll Never Stray (1958)
  8. Hello (1958)
  9. I Can't Be in Love (1958)
  10. I Never Know When to Say When (1958)
  11. If I Can't Take it With Me (1958)
  12. Lady in Waiting (1958)
  13. Lazy Moon (1958)
  14. Little Girls (1958)
  15. My Last Spring (1958)
  16. No One Will Ever Love You (1958)
  17. Save a Kiss (1958)
  18. Shall I Take My Heart and Go? (1958)
  19. Tag-a-long Kid (1958)
  20. The Beast in You (1958)
  21. The Pussy Foot (1958)
  22. There Never Was a Woman (1958)
  23. Town House Maxixe (1958)
  24. Two Years in the Making (1958)
  25. Who's Been Sitting in My Chair? (1958)
- Gone With the Wind (1961)
  1. I'm Too Young to Be a Widow
  2. Fiddle-Dee-Dee
  3. This Lovely World

Composições vocais
- Do You Think That Love Is Here to Stay? (1935)
- Love May Come and Love May Go (1935)
- The Music in My Heart (1935)
- You Can Always Tell a Harvard Man (1962)
- What's the Use of Love? (1935)

Composições de órgãos
- Cambridge Centennial March of Industry (1946)
- Easter Song (194-)
- Wedding March for Jane and Peter (1972)

Outras composições
- Hens and Chickens (1966) (for beginning piano)
- Chatterbox (1966) (for beginning piano)
- Melody on Two Notes (~1965) (for beginning orchestra)
- An Old Fashioned Song (196-) (for beginning piano)
- Piece for Rolf (1961) (for two cellos)
- The Cowboy and His Horse (1966) (for beginning piano)
- The Whistling Kettle (~1965) (for beginning orchestra)
- Woodbury Fanfare (1959) (for four trumpets)

## Discografia
A seguir, uma discografia selecionada de gravações originais de Leroy Anderson. Eles foram lançados de 1958 a 1962 em discos de  331⁄3 rpm e em compact discs remasterizados digitalmente lançados postumamente. Discos de 78 rpm e 45 rpm de 1945 a 1962 e lançamentos de gravações idênticas em diferentes selos no Reino Unido, Alemanha, Nova Zelândia e outros lugares, não estão listados.
Gravações de Leroy Anderson
- Leroy Anderson Conducts His Own Compositions (Decca DL 7509; 1950)
- Leroy Anderson Conducts His Own Compositions Vol. 2 (Decca DL 7519; 1951)
- Leroy Anderson's Irish Suite (Decca DL 4050; 1952)
- Christmas Carols (Decca DL-8193; 1955)
- Leroy Anderson conducts Blue Tango and Other Favorites (Decca DL 8121; 1958)
- A Christmas Festival (Decca DL 78925 (s); 1959)
- Leroy Anderson Conducts Leroy Anderson (Decca DL 78865 (s); 1959)
- Leroy Anderson Conducts His Music (Decca DL 78954 (s); 1960)
- The New Music of Leroy Anderson (Decca DL 74335 (s); 1962)
- The Leroy Anderson Collection (remasterizado digitalmente a partir de gravações analógicas Decca originais) (MCA Classics MCAD2-9815-A & B; 1988)
- The Best of Leroy Anderson: Sleigh Ride (remasterizado digitalmente a partir de gravações originais analógicas da Decca) (MCA Classics MCAD −11710; 1997)